# Штейнберг, Семён Наумович
Семён Наумович Штейнберг (укр. Семен Наумович Штейнберґ; идиш שמעון שטיינבערג‎‎), (21 июня 1887, Одесса — 20 июля 1955, Черновцы) — украинский композитор и дирижёр, музыкальный руководитель Украинского Государственного Еврейского Театра (ГОСЕТ УССР).

## Биография
Родился в Одессе, в еврейской семье скромного достатка. В 1904 году окончил музыкальные курсы Карла Лаглера по классу скрипки М. Хаита, и до 1916 года работал в театральных оркестрах. В 1919 году окончил Одесскую консерваторию по классу композиции. Ученик Витольда Малишевского.
С 1919 по 1924 работает в одесских театрах. Пишет музыку к спектаклям «Мария Тюдор» по Виктору Гюго, «Овечий источник» по Лопе де Вега, «Принцесса Турандот» по Карло Гольдони.
В 1924 году приглашён Эфраимом Лойтером и с 1925 года работает в должности музыкального руководителя в открывшемся тогда в Харькове Всеукраинском Еврейском Государственном Театре. Первая постановка театра,«Пурим-шпил» с музыкой Штейнберга, имела большой успех. Позже композитор пишет музыку к спектаклю «Ин брен» («В огне») по Даниэлю, и к ряду постановок по произведениям Менделе Мойхер-Сфорима и Шолом-Алейхема.
В 1929 году становится музыкальным директором киевского ГОСЕТа. Автор музыки к спектаклям «Венецианский купец» по Шекспиру, «Слуга двух господ» по Гольдони, «Миреле Эфрос» по Гордину, и другим.
Во время Второй мировой войны, после эвакуации театра сначала в Джамбул, а затем в Коканд, помимо театральной пишет также концертную музыку, используя казахский, туркменский, узбекский фольклор. По возвращении на Украину в 1945 году, месторасположение театра переносят в Черновцы. Штейнберг, продолжая работать в нём, создаёт музыкальное оформление к спектаклям «Блонденде штерн» (Блуждающие звёзды), «Йоселе», «Умшулдик шулдике» (Без вины виноватые).
В 1949 году, во время массовой антиеврейской кампании в СССР, театр был ликвидирован. В последние годы жизни композитор преподавал в Черновицком музыкальном училище.

## Пресса
Музыка композитора была популярна у публики, пресса также благоволила к нему. Сохранились выписки из газет 1920х-40х годов, запротоколированные Председателем Месткома ГОСЕТа Даниэлем Днепровым. Вот типичное короткое упоминание в одесской газете 1920х:

«Музыка Штейнберга, то зрительно весёлая, то полная драматургического нарастания — большой плюс спектакля».— О спектакле "Вне закона", Известия, Одесса, 1924 г.
Харьковские корреспонденты писали:

«Особо надо остановиться на музыке. Вся короткая четвёртая картина основана на музыке, поэтому сильна и выразительна. Увертюра и антракты сделаны остро. И недаром зрители апплодировали после музыкальных номеров — Штейнберг заслужил это».— О спектакле "В пламени", Коммунист, Харьков, 24 декабря 1925 г.

«Наконец о музыке Штейнберга. Он сумел, использовав тематику гражданской войны (от „яблочка“ бундовской песни до Интернационала), написать очень интересную увертюру и антракты„.— Нове мистецтво, Харьков, 1925 г.
Иногда отзывы приобретали несколько курьёзный оттенок:

“Нельзя же, в самом деле, выезжать в театре на одном дирижёре. С. Н. Штейнберг действительно талантливый музыкант, чья увертюра для пьесы — лучшее, больше того — единственное, что есть в спектакле. Но вскоре после неё становится трудно сидеть в театре„.— Вести, Харьков, 1925 г.
В целом же, рецензии были выдержаны в умеренном тоне:

“Музыка Штейнберга своим мягким лирическим тоном, своей своевременной акцентировкой — солидное достижение спектакля. Она делает полнее характеристики действующих лиц„.— О спектакле "Стемпеню", Дер Штерн, Киев, 11 апреля 1937 г.

“Музыка композитора С. Штейнберга динамична и в большинстве случаев органически сопутствует разворачивающимся на сцене коллизиям„.— О спектакле "Семья Овадис", Красное Знамя, Днепропетровск, 9 июля 1938 г.

“Музыка композитора Штейнберга подчёркивает суровость и значительность происходящих событий„.— О спектакле "Кол Нидре", Советская Украина, Киев, 26 апреля 1941 г.

“Композитор С. Н. Штейнберг пронизал весь спектакль доходчивой народной мелодией, сделав музыку неотъемлемой частью постановки„.— О спектакле "Блуждающие звёзды", Красное знамя, Харьков, 18 июня 1948 г.

“Приятно звучит в спектакле музыка С.Штейнберга, удачно использовавшего еврейские и молдавские народные мелодии».— О спектакле "Изгоните бесов", Молдавская правда, Кишинёв, 17 октября 1948 г.

## Сочинения
Для симфонического оркестра:
- 6 симфоний
- 4 свадебные сюиты
- Казахская сюита (1943)
- Киргизские эскизы (1945)
- Картины «Днепр» (1949) и «Молдавия» (1950)

Для скрипки с оркестром:
- Концерт (1946)

Для струнного квартета:
- 6 квартетов
- Узбекские фрагменты (1944)
- Детская сюита (1946)

Для квинтета (кларнета и струнного квартета):
- Еврейские эскизы, сюита, соч. 11 (1920)

Для квартета деревянных духовых инструментов:
- 2 Узбекские сюиты
- Казахские эскизы (1944)
- Туркменские напевы (1944)

Для двух баянов:
- Буковинская рапсодия (1951)

Для голоса и фортепиано:
- 5 романсов, соч. 30 (1927)

Для скрипки в сопровождении фортепиано:
- Ноктюрн и Колыбельная, соч. 74 (1943)
- Казахские фрагменты, сюита, соч.85 (1944)
- Col Nidrei, каприччио, соч. 98 (1945)
- Легенда-каприччио, соч. 115 (1950)
- Коломийка, фантазия на буковинскую тему, соч 119 (1951)

Для театра:
- Музыка к спектаклям (более 150)